# Rosemary West
Rosemary Pauline "Rose" West (1953. november 29. –) brit sorozatgyilkos, 2016-ban az angliai Low Newton börtönben tölti tényleges életfogytiglani börtönbüntetését, amit 1995-ben róttak ki rá tíz gyilkosság miatt.

## Élete
Rosemary Pauline Letts 1953. október 29-én született az angliai Devonban, Daisy és William Letts hét gyermeke közül a negyedikként. Négy nővére és három fivére volt. Szülei tinédzser korában elváltak. Eleinte anyjával élt, majd skizofréniában szenvedő apjához költözött, aki szexuális kapcsolatot létesített vele.
15 éves korában kezdett járni későbbi férjével, Fred Westtel, akivel hamarosan összeköltözött. Gondozta a férfi két lányát, majd hamarosan maga is teherbe esett. 1972-ben összeházasodtak. Nem sokkal később megszületett második lányuk, Mae West.
Rose West az 1970-es évek elejétől prostituáltként dolgozott férje támogatásával. 1973-ban ítélték el őket először szexuális vétségért, mert otthonukba csaltak és megtámadtak egy fiatal lányt.

## Gyilkosságok
Férjével együtt nyolc fiatal lányt erőszakoltak és öltek meg a bizonyítékok szerint. Férjét 1992-ben letartóztatták 13 éves lánya megerőszakolása miatt, a sorozatgyilkosságokra ezután derült fény. Fred West 1995-ben öngyilkos lett a börtönben. 1995-ben Rosemary Westet tényleges életfogytiglani börtönbüntetésre ítélték a sorozatgyilkosságokban való részvételéért, illetve az általa egyedül elkövetett gyilkosságok miatt.